# Poggio di Sanremo
|  | «Poggio» redirigeix aquí. Vegeu-ne altres significats a «Poggio (desambiguació)». |

El Poggio di Sanremo, més conegut com a Poggio, és una cota de la clàssica ciclista Milà-Sanremo. El Poggio és sovint l'última cota de la cursa i, a causa del fet que els ciclistes ja porten uns 300 km a les cames, és una pujada bastant exigent malgrat no tenir gaire pendent. Els ciclistes que romanen al pilot intenten fer la diferència en aquesta pujada per tal d'evitar un esprint massiu. La part més dura del Poggio és l'inici, amb pendents de gairebé el 5%.